# Axel Milberg

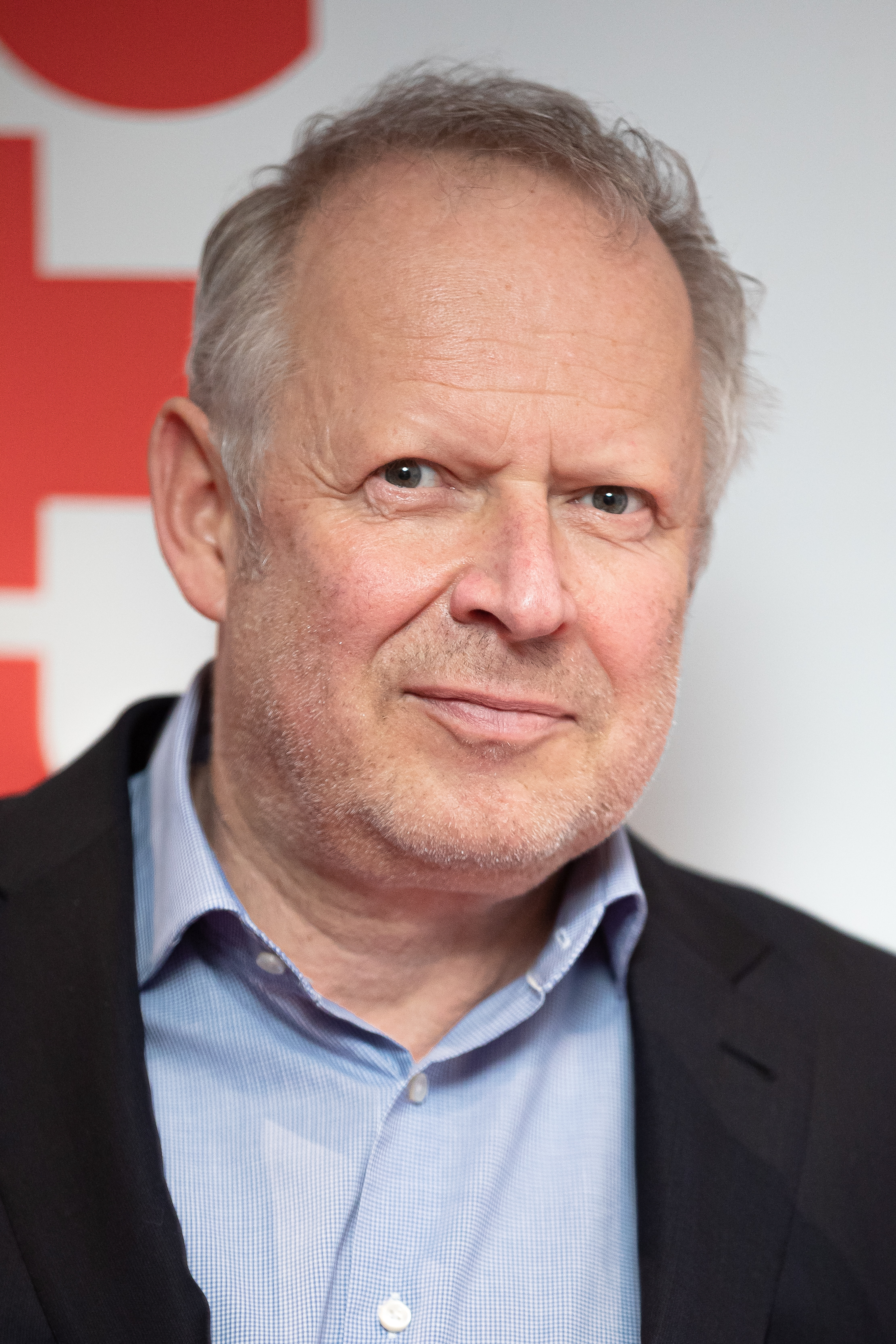
Axel Milberg, 2019

Axel Theodor Klaus Milberg (* 1. August 1956 in Kiel) ist ein deutscher Schauspieler und Autor sowie Hörspielsprecher. Einem breiteren Publikum ist er insbesondere durch seine Rolle als Tatort-Kommissar Klaus Borowski bekannt.

## Leben

### Herkunft und Ausbildung
Axel Milberg ist Sohn einer Ärztin und eines Rechtsanwaltes aus Kiel. Dort wuchs er im Stadtteil Düsternbrook auf. Milberg hat mehrere Geschwister. Nach seinem Abitur auf der Kieler Gelehrtenschule studierte er von 1975 bis 1979 Philosophie, Literaturwissenschaft und Theaterwissenschaft an der Christian-Albrechts-Universität in seiner Heimatstadt. Danach absolvierte er eine Schauspielausbildung von 1979 bis 1981 an der Otto-Falckenberg-Schule in München.

### Privates
Aus Milbergs erster Ehe stammt ein Sohn (* 1990). Milberg lebt seit 1992 mit der Ägyptologin, Kunsthistorikerin, Designerin und Malerin Judith Milberg (* 1962), der Tochter des Archäometrikers Dietrich Klemm und der Ägyptologin Rosemarie Klemm, zusammen. Das Paar hat einen gemeinsamen Sohn, August Milberg (* 2003), mit dem Axel Milberg 2022 einen Tatort gedreht hat. Judith Milberg brachte zwei Kinder mit in die neue Ehe.
Axel Milberg lebt mit seiner Familie in München. Axel und Judith Milberg sind Unterstützer und Botschafter des südafrikanischen Kinderhilfsprojekts Umckaloabo-Stiftung.

## Werdegang

### Theater
1981 wurde Milberg von Intendant Dieter Dorn an die Münchner Kammerspiele engagiert. Er blieb festes Mitglied des Ensembles bis 1998 und stand unter anderem im Faust von Johann Wolfgang von Goethe, in Nathan der Weise von Gotthold Ephraim Lessing und in Woyzeck von Georg Büchner auf der Bühne. Einen besonderen Eindruck hinterließ er als skurriler Gegenspieler von Heinz Bennent im Stück Besucher (1988) von Botho Strauß.

### Film und Fernsehen
Neben seinem Theaterengagement spielt Milberg seit Anfang der 1980er Jahre regelmäßig in Film und Fernsehen. Sein Filmdebüt gab er als Bankangestellter in dem Kinospielfilm Neonstadt. Ab Ende der 1980er Jahre war er in verschiedenen Fernsehserien und -reihen wie Derrick, Die glückliche Familie, Café Meineid von Franz Xaver Bogner und Ein Fall für zwei. In der ZDF-Fernsehserie Immenhof übernahm er eine feste Serienrolle als Peter Graf von Bantz.
Eine seiner ersten großen Kinorollen bekam er 1995 mit der Hauptrolle in der Komödie Nach Fünf im Urwald von Hans-Christian Schmid, wo er den Vater einer 17-jährigen Ausreißerin (Franka Potente) spielte. 1997 übernahm Milberg in der Neuverfilmung von Es geschah am hellichten Tag, einem Drama nach Friedrich Dürrenmatt, die Rolle des Kindermörders Schrott, die im Original von 1958 mit Gert Fröbe besetzt war. Der zweiteilige Film, inszeniert von Nico Hofmann, wurde auf Sat.1 ausgestrahlt. 2000 war Axel Milberg in Margarethe von Trottas Fernseh-Vierteiler Jahrestage zu sehen. Seit 2002 spielt er, beginnend mit der Fernsehkomödie Liebling, bring die Hühner ins Bett, die Hauptrolle des brandenburgischen Steffen Teuffel, zunächst an der Seite von Barbara Rudnik, ab 2009 nach deren Tod mit Katja Flint als Spielpartnerin.
2002 verkörperte Milberg erstmals den eigensinnigen Hauptkommissar Klaus Borowski in der Folge PSI, einer Neuauflage der Krimiserie Stahlnetz, angesiedelt in Hannover. 2003, nach Einstellung von Stahlnetz, wurde Borowski nach Kiel und in den Tatort versetzt. Milberg ermittelt seither als Fernseh-Kommissar zwei Mal im Jahr in seiner Heimatstadt. Unterstützt wurde er dabei in den ersten sechs Folgen von Mehdi Moinzadeh als seinem Assistenten. Von 2010 bis 2017 war Sibel Kekilli als Polizeikommissaranwärterin Sarah Brandt an seiner Seite. Der schwedische Bestseller-Autor Henning Mankell schrieb die Vorlagen zu den Folgen Borowski und der vierte Mann, ausgestrahlt am 26. September 2010 in der ARD, und Borowski und der coole Hund, ausgestrahlt am 6. November 2011. In früheren Jahren war Milberg als Dr. Reinhart in Tatort, Folge 398, sowie in zwei weiteren Tatort-Folgen mit einer Gastrolle vertreten. 2025 wird Milberg als Kommissar Borowski aus dem Kieler Tatort aussteigen.
Von 2007 bis 2009 spielte Milberg im ZDF in 14 Folgen die Titelfigur der Serie Doktor Martin, einen verschrobenen Arzt mit einer Blutphobie, den es aus Berlin in die Provinz nach Ostfriesland verschlagen hat. Für diese Rolle wurde Milberg als bester Schauspieler in der Kategorie „Serien und Reihen“ mit dem Bayerischen Fernsehpreis ausgezeichnet.
Seit 2010 tritt Milberg gemeinsam mit seiner Frau in der Kultur-Reihe des Bayerischen Rundfunks Mit Milbergs im Museum auf. Darin präsentiert Judith Milberg ihrem unvorbereiteten Ehemann ein bestimmtes Kunstwerk, analysiert es zunächst und eröffnet dann mit ihm einen Dialog, in dem er ihr spontan seine Assoziationen mitteilt. Durch die Verwendung einer Steadycam-Kamera wird den Sendungen auch auf formaler Ebene Beweglichkeit verliehen.
2012 spielte Milberg mit Iris Berben, Nina Kunzendorf und Peter Simonischek in dem ZDF-Film Liebesjahre von Matti Geschonneck. Für diese Rolle erhielt er gemeinsam mit dem Film-Ensemble, dem Regisseur und dem Drehbuchautor den Grimme-Preis in der Kategorie „Fiktion“. Der Film wurde außerdem in der Kategorie „Bester Fernsehfilm“ mit der Goldenen Kamera ausgezeichnet. In dem Kinofilm Hannah Arendt von Margarethe von Trotta verkörperte Milberg im selben Jahr Heinrich Blücher, den Ehemann der Publizistin Hannah Arendt, gespielt von Barbara Sukowa. Der Film feierte am 11. September 2012 beim 37. Toronto International Film Festival Weltpremiere und wurde 2013 mit dem Deutschen Filmpreis in Silber in der Kategorie „Bester Spielfilm“ ausgezeichnet.
Seit 2015 ist Milberg im Rahmen der Fernsehreihe Familie Bundschuh neben Andrea Sawatzki, die seine Filmehefrau spielt, Protagonist in den Verfilmungen von Sawatzkis Romanen rund um Gundula und Gerald Bundschuh. Weitere feste Rollen spielen unter anderem Uwe Ochsenknecht, Judy Winter, Stephan Grossmann und Eva Löbau.

### Sprechertätigkeit
Milberg nahm als Sprecher zahlreiche Hörspiele und Hörbücher auf, darunter mehrere Romane des schwedischen Bestsellerautors Henning Mankell. Für das Mankell-Hörbuch Der Chinese wurde Milberg 2008 mit dem Literaturpreis Corine in der Kategorie „Claudio Hörbuchpreis“ ausgezeichnet. Seit 2017 spricht Milberg den Erzähler in der Hörspielserie Die drei ???. Für die am 29. März 2019 gesendete 1000. Folge der NDR-Comedy-Reihe Wir sind die Freeses übernahm Axel Milberg eine kurze Sprechrolle, in der er sich selbst spielte.

### Romanautor
Am 2. Mai 2019 erschien sein erster Roman namens Düsternbrook. Milberg thematisiert darin seine Jugend im gleichnamigen Kieler Stadtteil Düsternbrook, in dem er die ersten 20 Jahre lebte. Es handelt sich, darauf legt Milberg Wert, keineswegs um ein Buch über private Erinnerungen, vielmehr ein Buch über Erfahrungen, die symptomatisch sind für seine Generation und die über die 1960er und 1970er Jahre der Bundesrepublik erzählen.

## Filmografie

### Kino
- 1982: Neonstadt
- 1983: Heller Wahn
- 1988: Der Atem
- 1988: Faust – Vom Himmel durch die Welt zur Hölle
- 1990: Winckelmanns Reisen
- 1992: Langer Samstag
- 1992: Zürich-Transit
- 1992: Probefahrt ins Paradies
- 1995: Nach Fünf im Urwald
- 1996: Rohe Ostern
- 1996: Irren ist männlich
- 1997: Rossini – oder die mörderische Frage, wer mit wem schlief
- 1997: 14 Tage lebenslänglich
- 1997: Die drei Mädels von der Tankstelle
- 1998: Der Campus
- 1998: Die Schläfer
- 1999: Long Hello & Short Goodbye
- 1999: St. Pauli Nacht
- 2000: Paul Is Dead
- 2000: Der tote Taucher im Wald
- 2001: Leo und Claire
- 2002: Knallharte Jungs
- 2002: Vienna
- 2002: Nick Knatterton – Der Film
- 2003: Babij Jar – Das vergessene Verbrechen
- 2003: Baltic Storm
- 2008: Neben der Spur
- 2009: The International
- 2009: Die drei ??? – Das verfluchte Schloss
- 2010: Goethe! – Regie: Philipp Stölzl
- 2011: Almanya – Willkommen in Deutschland
- 2012: Offroad
- 2012: Hannah Arendt
- 2012: Ludwig II.
- 2013: Rubinrot
- 2013: Inside Wikileaks – Die fünfte Gewalt
- 2013: Feuchtgebiete
- 2023: Wann wird es endlich wieder so, wie es nie war

### Fernsehen

#### Fernsehfilme
- 1990: Der zerbrochne Krug
- 1993: Die 1003. Nacht
- 1996: Der Schattenmann (Fünfteiler)
- 1997: Es geschah am hellichten Tag
- 1998: Das Finale
- 1998: Der Mann für alle Fälle: Die Hure Babylon
- 1999: Der Mann für alle Fälle: Ein ganz gewöhnlicher Totschlag
- 1999: Der Feuerteufel – Flammen des Todes
- 2000: Zwei vom Blitz getroffen
- 2000: Der Weihnachtswolf
- 2000: Jahrestage (Vierteiler)
- 2001: Mein Papa mit der kalten Schnauze
- 2001: Das Weibernest
- 2001: Jud Süß – Ein Film als Verbrechen?
- 2001: Riekes Liebe
- 2002: Der Mann von nebenan
- 2002: Liebling, bring die Hühner ins Bett
- 2003: Tausche Firma gegen Haushalt
- 2003: Ich back’ mir einen Mann
- 2004: Stauffenberg
- 2004: Die Rosenzüchterin (Zweiteiler)
- 2004: Der Mann von nebenan lebt!
- 2004: Speer und Er (Dreiteiler)
- 2005: Das Zimmermädchen
- 2006: Silberhochzeit
- 2005: Spiele der Macht – 11011 Berlin
- 2007: Erlkönig
- 2008: Das Feuerschiff
- 2008: Stille Post
- 2008: Das tapfere Schneiderlein
- 2009: Liebling, weck die Hühner auf
- 2010: Der Einsturz – Die Wahrheit ist tödlich
- 2010: 2 für alle Fälle – Ein Song für den Mörder
- 2010: Aghet – Ein Völkermord
- 2010: Hochzeitsreise zu Viert
- 2010: Eichmanns Ende – Liebe, Verrat, Tod
- 2011: Liebesjahre
- 2011: Das dunkle Nest
- 2012: 2 für alle Fälle – Manche mögen Mord
- 2012: Der Rekordbeobachter
- 2012: Meine Tochter, ihr Freund und ich
- 2013: Eine mörderische Entscheidung
- 2014: Die Hebamme
- 2014: Meine Frau, ihr Traummann und ich
- 2014: Die Seelen im Feuer
- 2015: Meine Tochter Anne Frank
- 2015: Meister des Todes
- 2015: Der Liebling des Himmels
- 2016: Die Pfeiler der Macht
- 2016: Letzte Ausfahrt Gera – Acht Stunden mit Beate Zschäpe
- 2017: Eine gute Mutter
- 2017: Liebling, lass die Hühner frei
- 2018: Saat des Terrors
- 2020: Meister des Todes 2
- 2023: Meine Freundin Volker

#### Fernsehserien und -reihen
- 1986, 1992: Derrick (verschiedene Rollen, 2 Folgen)
- 1990: Die glückliche Familie (Folge 6/52 Die Behringer Affäre) (Gastrolle als „Herr Siegel“)
- 1990: Café Meineid (Folge Die heiße Phase) (Gastrolle)
- 1990: Tassilo – Ein Fall für sich (Folge Lindauer Pietà)
- 1994: Ein Fall für zwei (Folge Wer die Treue bricht)
- 1994: Immenhof (11 Folgen)
- 1996: Die Kommissarin (Folge Rabennest)
- 1998: Das Amt (Folge Des Wahnsinns fette Beute)
- 2001: Siska (Folge Die halbe und die ganze Wahrheit)
- 2001: Rosa Roth – Täusche deinen Nächsten wie dich selbst
- 2002: Stahlnetz: PSI
- 2003: Unter Verdacht: Eine Landpartie
- 2006: Doktor Martin (14 Folgen)
- 2008: Donna Leon – Die dunkle Stunde der Serenissima
- 2011: Marie Brand und der Moment des Todes
- 2014: Polizeiruf 110: Morgengrauen
- seit 2015: Familie Bundschuh
  - 2015: Tief durchatmen, die Familie kommt
  - 2017: Von Erholung war nie die Rede
  - 2018: Ihr seid natürlich eingeladen
  - 2019: Wir machen Abitur
  - 2020: Familie Bundschuh im Weihnachtschaos
  - 2021: Woanders ist es auch nicht ruhiger
  - 2022: Unter Verschluss
  - 2023: Bundschuh vs. Bundschuh
- 2016: Nord Nord Mord – Clüver und der tote Koch
- 2018: Neues aus Büttenwarder (6 Folgen)
- 2019: Die Chefin (Folge Schöner Schein)
- 2023: Die nettesten Menschen der Welt
- 2024: Die Discounter

#### Tatort-Folgen
- 1994: Klassenkampf (Erstausstrahlung: 5. Juni 1994) – Gastrolle

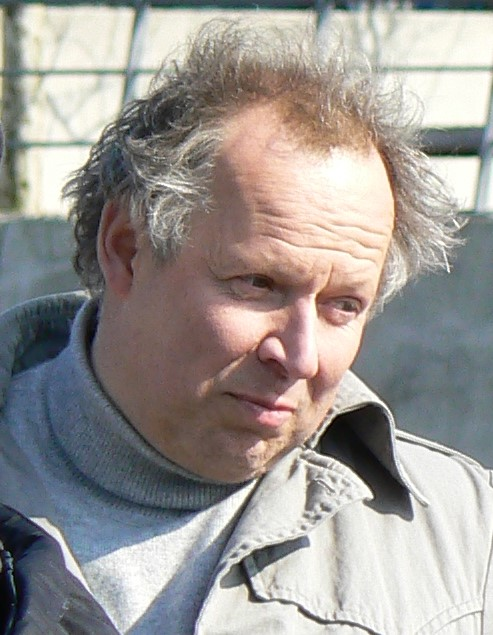
Axel Milberg bei Tatort-Dreharbeiten in Kiel, 2007

- 1998: Streng geheimer Auftrag (EA: 11. Oktober 1998) – Gastrolle
- 2000: Der Trippler (EA: 20. August 2000) – Gastrolle
- 2003: Väter (EA: 30. November 2003)
- 2004: Schichtwechsel (EA: 28. März 2004)
- 2004: Stirb und werde (EA: 10. Oktober 2004)
- 2005: Schattenhochzeit (EA: 20. März 2005)
- 2005: Borowski in der Unterwelt (EA: 2. Oktober 2005)
- 2006: Sternenkinder (EA: 2. April 2006)
- 2006: Mann über Bord (EA: 10. September 2006)
- 2007: Das Ende des Schweigens (EA: 11. Februar 2007)
- 2007: Macht der Angst (EA: 16. September 2007)
- 2008: Borowski und das Mädchen im Moor (EA: 17. Februar 2008)
- 2008: Borowski und die einsamen Herzen (EA: 12. Oktober 2008)
- 2009: Borowski und die heile Welt (EA: 3. Mai 2009)
- 2009: Borowski und die Sterne (EA 20. September 2009)
- 2010: Tango für Borowski (EA: 4. April 2010)
- 2010: Borowski und eine Frage von reinem Geschmack (EA: 24. Oktober 2010)
- 2010: Borowski und der vierte Mann (EA: 26. Dezember 2010)
- 2011: Borowski und die Frau am Fenster (EA: 2. Oktober 2011)
- 2011: Borowski und der coole Hund (EA: 6. November 2011)
- 2012: Borowski und der stille Gast (EA: 9. September 2012)
- 2012: Borowski und der freie Fall (EA: 14. Oktober 2012)
- 2013: Borowski und der brennende Mann (EA: 12. Mai 2013)
- 2013: Borowski und der Engel (EA: 29. Dezember 2013)
- 2014: Borowski und das Meer (EA: 30. März 2014)
- 2015: Borowski und der Himmel über Kiel (EA: 25. Januar 2015)
- 2015: Borowski und die Kinder von Gaarden (EA: 29. März 2015)
- 2015: Borowski und die Rückkehr des stillen Gastes (EA: 29. November 2015)
- 2016: Borowski und das verlorene Mädchen (EA: 6. November 2016)
- 2016: Taxi nach Leipzig (EA: 13. November 2016)
- 2017: Borowski und das dunkle Netz (EA: 19. März 2017)
- 2017: Borowski und das Fest des Nordens (EA: 18. Juni 2017)
- 2018: Borowski und das Land zwischen den Meeren (EA: 25. Februar 2018)
- 2018: Borowski und das Haus der Geister (EA: 2. September 2018)
- 2019: Borowski und das Glück der Anderen (EA: 3. März 2019)
- 2019: Borowski und das Haus am Meer (EA: 15. Dezember 2019)
- 2020: Borowski und der Fluch der weißen Möwe (EA: 10. Mai 2020)
- 2021: Borowski und die Angst der weißen Männer (EA: 7. März 2021)
- 2021: Borowski und der gute Mensch (EA: 3. Oktober 2021)
- 2022: Borowski und der Schatten des Mondes (EA: 10. April 2022)
- 2022: Borowski und die große Wut (EA: 7. Mai 2023)
- 2023: Borowski und das unschuldige Kind von Wacken (EA: 26. November 2023)
- 2024: Borowski und der Wiedergänger (EA: 3. März 2024)
- 2024: Borowski und das ewige Meer (EA: 10. November 2024)
- 2025: Borowski und das hungrige Herz (EA: 12. Januar 2025)
- 2025: Borowski und das Haupt der Medusa (EA: 16. März 2025)

#### Mit Milbergs im Museum
- 2010: Joseph Karl Stieler malt König Ludwig – Erstausstrahlung: 24. Mai 2010
- 2010: Van Goghs Sonnenblumen – EA: 6. Juni 2010
- 2010: Cy Twombly und seine Geheimnisse – EA: 22. August 2010
- 2010: Der Barberinische Faun – EA: 12. September 2010
- 2010: August Mackes „Große Promenade“ – EA: 28. November 2010
- 2011: Peter Paul Rubens in der Alten Pinakothek – EA: 30. Januar 2011
- 2011: Max Beckmanns „Versuchung“ – EA: 13. Februar 2011
- 2011: Franz Marcs „Springendes Pferd“ – EA: 3. April 2011
- 2011: Tilman Riemenschneider und die „Maria Magdalena“ – EA: 29. Mai 2011
- 2011: Arnold Böcklins „Villa am Meer“ – EA: 26. Juni 2011
- 2011: Pablo Picasso – EA: 20. November 2011
- 2012: Édouard Manet – EA: 1. April 2012
- 2012: Dali – EA: 22. April 2012
- 2012: Carl von Piloty – EA: 6. Mai 2012
- 2013: Lucas Cranach – EA: 6. Januar 2013
- 2013: Das neue Lenbachhaus! – EA: 29. Dezember 2013
- 2014: Damien Hirst – EA: 1. Mai 2014
- 2014: Gerhard Richter – EA: 14. Dezember 2014
- 2015: Albrecht Dürer – EA: 25. Januar 2015
- 2015: Thomas Demand – EA: 14. Juni 2015
- 2015: Joseph Beuys. Mit Milbergs auf den Spuren eines Phantoms – EA: 10. Dezember 2015

## Dokumentarfilm zu Milberg
- Deutschland, deine Künstler – Axel Milberg. Dokumentarfilm, Deutschland, 2014, 43:30 Min., Buch und Regie: Tom Ockers, Produktion: NDR, Reihe: Deutschland, deine Künstler, Erstsendung: 9. November 2014 bei Das Erste, Inhaltsangabe von Das Erste.

## Hörspiele (Auswahl)
- 1988: Bagatellen von Botho Strauß – Regie: Dieter Dorn (Hörspiel – WDR)
- 2001: Sexy Sushi von Jörg Buttgereit, Produktion: Westdeutscher Rundfunk, Rolle des Hartmut Gerber[23]
- 2004: Ich töte, du stirbst von Patrícia Melo, deutsch von Barbara Mesquita, Produktion: Westdeutscher Rundfunk, Rolle des Bankangestellten[24]
- seit 2017/Folge 187: Die drei ???, Produktion: Europa, Rolle des Erzählers (übernommen von Thomas Fritsch)[25]
- 2023: Sisi von Karen Duve (vierteiliges Hörspiel), Rolle: Graf Esterhazy, Regie: Martin Heindel, Produktion: Bayerischer Rundfunk. Als Podcast/Download im BR Hörspiel Pool[26]

## Roman
- 2019: Düsternbrook, Piper Verlag München, 288 Seiten, ISBN 978-3-492-05948-0

## Hörbücher
- 2007: Stille von Tim Parks, Verlag Antje Kunstmann München, ISBN 978-3-88897-476-2, gekürzt, 5 CDs, 389 min
- 2007: Die italienischen Schuhe von Henning Mankell, der Hörverlag, ISBN 978-3-8289-9242-9, ab 2009: ISBN 978-3-86717-441-1, gekürzt, 4 CDs, 292 min
- 2009: Daisy Sisters von Henning Mankell, der Hörverlag München, ISBN 978-3-86717-496-1, gekürzt, 6 CDs, 481 min
- 2009: Der Tod des Fotografen von Henning Mankell, Random House Audio, ISBN 978-3-8371-0084-6, gekürzt, 2 CDs
- 2010: Der Feind im Schatten von Henning Mankell, der Hörverlag München, ISBN 978-3-86717-543-2, gekürzt, 7 CDs, 496 min
- 2011: Axel Milberg liest Samuel Pepys, Haffmans Verlag Berlin, ISBN 978-3-942990-02-8.
- 2011: Der Federmann von Max Bentow, der Hörverlag München, ISBN 978-3-86717-969-0, ungekürzt, 7 CDs, 512 min
- 2012: Die Puppenmacherin von Max Bentow, der Hörverlag München, ISBN 978-3-86717-879-2, ungekürzt, 8 CDs, 555 min
- 2013: Die Totentänzerin von Max Bentow, der Hörverlag München, ISBN 978-3-8445-1129-1, ungekürzt, 8 CDs, 552 min
- 2014: Das Hexenmädchen von Max Bentow, der Hörverlag München, ISBN 978-3-8445-1526-8, ungekürzt, 1 MP3-CD, 563 min
- 2014: Die Wahrheit und andere Lügen von Sascha Arango, der Hörverlag München, ISBN 978-3-8445-1434-6, ungekürzt, 1 MP3-CD, 486 min
- 2015: Exil von Lion Feuchtwanger, Der Audio Verlag, ISBN 978-3-86231-511-6, gekürzt, 5 CDs, ca. 400 min
- 2016: Die schwedischen Gummistiefel von Henning Mankell, der Hörverlag München, ISBN 978-3-8445-2349-2, 631 min
- 2018: Der Sprengmeister von Henning Mankell, der Hörbuchverlag München, ISBN 978-3-8445-3023-0, ungekürzt, 4 CDs
- 2020: Lauf, Ludwig, lauf! von Rafael Seligmann, USM Audio München und BR, ISBN 978-3-8032-9218-6, ungekürzt, 2 MP3-CDs, ca. 700 min
- 2020: Hannah und Ludwig von Rafael Seligmann, USM Audio München, ISBN 978-3-8032-9238-4, gekürzt, 2 MP3-CDs, ca. 435 min
- 2023: Sonne über Gudhjem von Michael Kobr, der Hörverlang München, ISBN 978-3-8445-4964-5, ungekürzt, 2 MP3-CDs, ca. 700 min
- 2024: Nebel über Rønne von Michael Kobr, der Hörverlag München, ISBN 978-3-8445-5108-2, ungekürzt, 2 MP3-CDs, ca. 11 h 47 min

## Auszeichnungen
- 2008: Bayerischer Fernsehpreis, Bester Schauspieler in der Kategorie Serien und Reihen für Doktor Martin
- 2008: Corine für seine Hörbuchlesung von Mankells Der Chinese
- 2010: Norddeutscher Filmpreis im Rahmen der Nordischen Filmtage
- 2012: Grimme-Preis für Liebesjahre
- 2012: Goldene Kamera, Bester Film für Liebesjahre
- 2013: Silberne Lola, Bester Fernsehfilm für Hannah Arendt
- 2014: Champagne-Preis für Lebensfreude
- 2023: Schauspielpreis des Festivals des deutschen Films[27]
- 2024: Biberacher Filmfestspiele: Ehrenbiber[28]